# Моргеншвейс, Карл
Карл Моргеншвайс (Моргеншвейс) (нем. Karl Morgenschweis; 14 июля 1891, Зульцбах-Розенберг, Королевство Бавария, Германская империя — 8 октября 1968, Иглинг, Бавария) — немецкий католический священник, служивший капелланом в тюрьме Ландсберг.

## Биография
Карл Моргеншвейс принимал участие в Первой мировой войне в составе 11-й баварской дивизии в качестве лейтенанта и батальонного адъютанта с 1914 по 1918 год и получил Железный крест I и II степеней.
Первоначально Моргеншвейс являлся тюремным капелланом в тюрьме Штраубинга. С октября 1932 года по август 1957 года Карл был капелланом в тюрьме Ландсберг. Во времена национал-социалистической диктатуры оказывал пастырскую опеку противникам режима, находившимся там в заключении. После окончания Второй мировой войны тюрьма использовалась как место заключения для военных преступников, в котором осуждённые малых Нюрнбергских процессов и процессов в Дахау отбывали наказание или были казнены. Сначала Моргеншвейс работал там пастором, а после окончания войны — старшим пастором.   Он  не только пастырски заботился о заключённых, но и выступал за их помилование. Моргеншвейс сопровождал каждого осужденного к смерти на эшафот и выслушивал его последние слова. В конце 50-х годов, выступая на одном из собраний участников 2-й Мировой войны, пастор признавал, что все осужденные держались достойно. ( «Не страшно идти на плаху. Это всего лишь политическая месть...» (из последних слов д-ра К. Брандта; «...Я умираю невиновным».  — Г. Г. Шмидт).
После выхода на пенсию Моргеншвайс служил пастором в госпитале Святого Духа в Нюрнберге.